# Khushwant Singh
Khushwant Singh (Badali, 2 febbraio 1915 – Nuova Delhi, 20 marzo 2014) è stato uno scrittore indiano.

## Biografia e carriera
Nasce a Badali, nel Punjab (ora in Pakistan) nel 1915. Dopo aver studiato a Lahore e Londra, è stato anche giornalista e fondatore di numerose riviste che in seguito ha diretto. 
Scrittore tra i più conosciuti e letti in India, ha pubblicato numerose opere, tra le quali una monumentale Storia dei Sikh e i romanzi Quel treno per il Pakistan, La compagnia delle donne e Delhi.